# Maria Piskorska
Maria Anna Piskorska (ur. 5 lipca 1906 w Warszawie, zm. 15 sierpnia 1980 tamże) – polska działaczka niepodległościowa i harcerska, harcmistrzyni, nauczycielka.

## Życiorys

### Dzieciństwo, szkoły
Była córką Przemysława Podgórskiego i Anny Podgórskiej. W wieku 2 lat wyjechała z rodzicami do Belgii, a później spędziła 2 lata w Moskwie, gdzie mieszkała jej babcia Wanda Podgórska. Po powrocie do Polski zamieszkała z rodzicami w Lublinie i tam uczyła się na stancji panny Papieskiej. W wieku 14 lat przeniosła się z rodzicami do Częstochowy, gdzie kontynuowała naukę w szkole sióstr nazaretanek. Po kolejnej przeprowadzce – do Warszawy – uczęszczała do Gimnazjum im. Marii Konopnickiej przy ul. św. Barbary. Świadectwo dojrzałości uzyskała w maju 1924 roku. Po maturze odbyła 3-miesięczny kurs nauczycielski w Płocku.
W 1924 roku zaczęła studia na Uniwersytecie Warszawskim. Studiowała kilka kierunków. Ukończyła studia w 1936 roku uzyskując magisterium z filozofii w zakresie chemii.

### Harcerstwo
Maria Piskorska uzyskała stopień podharcmistrzowski na obozie w Sromowcach Wyżnych w 1926 roku. Rozpoczęła pracę w Wydziale Zuchów w Komendzie Warszawskiej, m.in. z dr Jado-Zwolakowską. Od 1928 roku redagowała obozowe pismo harcerskie „Skrzydła”, a 21 stycznia 1929 roku otrzymała stopień harcmistrzyni.
W latach 1930–1932 współpracowała z Wydziałem Starszoharcerskim w Komendzie Chorągwi Warszawskiej w „Gromadzie Jeżów”, wraz z mężem Tomaszem Piskorskim opracowała wytyczne pracy starszoharcerskiej.
Po wojnie, od 1945 roku do 1948 roku była pierwszą hufcową żeńskiego hufca ZHP w Zabrzu. Redagowała audycję harcerską w rozgłośni radia Katowice, wizytowała środowiska harcerskie Komendy Śląsko-Dąbrowskiej Chorągwi Harcerek.
Na fali odnowy, w 1957 roku wróciła do pracy w harcerstwie. Do 1960 roku działała w Kręgu „Wigierskim”, była zastępczynią hufcowej Hufca Wilanów w Warszawie do 1961 roku, kiedy zawiesiła swoją aktywność w harcerstwie ze względu na polityczne zmiany w ZHP.

### Praca
Po maturze została nauczycielką w szkole w Zgorzałej, a po pewnym czasie została nauczycielką w szkole powszechnej w Piasecznie. Od 1925 roku była członkinią Związku Nauczycielstwa Polskiego.
Od 1930 roku pracowała jako nauczycielka w szkole powszechnej i jako kierownik świetlicy w Robotniczym Instytucie Oświaty i Kultury im. Stefana Żeromskiego, często była prelegentką na Uniwersytecie Robotniczym i Ludowym. Od 1936 roku do 1939 roku – po uzyskaniu uprawnień – była nauczycielką chemii i fizyki w Gimnazjum i Liceum Żeńskim Haliny Gepnerówny w Warszawie.
W czasie wojny pracowała w Lublinie jako robotnica w cukrowni. Po roku, w 1940, wróciła do Warszawy i podjęła pracę w gazowni. Po aresztowaniu i zabraniu jej matki i brata na Pawiak przez pewien czas ukrywała się z całą rodziną. W latach 1941–1944 pracowała w Pierwszym Miejskim Gimnazjum Zawodowym oraz w tajnym szkolnictwie – jako kierowniczka kompletów bądź nauczycielka.
Po upadku Powstania Maria Piskorska przeniosła się do Konstancina. Pracowała przy transporcie owoców, ale już w listopadzie 1944 roku prowadziła sklepik spożywczy. Od kwietnia do września 1945 roku uczyła w filii Państwowego Gimnazjum i Liceum im. Tadeusza Reytana w Konstancinie. We wrześniu 1945 roku przeniosła się do Zabrza, gdzie pracowała w Państwowym Gimnazjum Żeńskim. W Liceum dla dorosłych i Liceum przy Ośrodku Szkolenia Zawodowego Przemysłu Spożywczego wykładała chemię, fizykę, technologię i materiałoznawstwo.
W 1948 roku wróciła do Warszawy, odbudowując z ruin dom swoich rodziców – („Willę Podgórskich”).
Do 1950 roku pracowała w Gimnazjum Przemysłu Cukierniczego, a jednocześnie – w okresie od 1 września 1948 roku do 1 września 1951 roku – w Gimnazjum Przemysłowym Mirkowskiej Fabryki Papierniczej w Jeziornie i w Państwowej Szkole Pracy Społecznej nr 2, była starszym radcą Biura Programowego Centralnego Urzędu Szkolenia Zawodowego. W Komisji Ochrony Pracy ZG ZZNP opracowywała programy BHP dla CUSZ i resortów Ministerstwa Rolnictwa i Reform Rolnych, Ministerstwa Przemysłu Ciężkiego, Górnictwa i Energetyki, Przemysłu Chemicznego. 
W latach 1951–1953 pracowała w Technikum Chemiczno-Ceramicznym w Warszawie i w Liceum Sióstr Zmartwychwstania na warszawskim Żoliborzu, później w Technikum Budowlanym dla Pracujących i w Liceum Sióstr Nazaretanek NMP przy ul. Czerniakowskiej w Warszawie.
Od 1956 do 1965 znów pracowała jako nauczycielka chemii w Technikum Przemysłu Papierniczego w Jeziornie, skąd została usunięta z powodów politycznych. Potem pracowała w Technikum Mechaniczno-Elektrycznym nr 1 przy ul. Okopowej i w Technikum Chemicznym. W 1966 roku przeniosła się do Liceum Sztuk Pięknych. W latach 1968–1971 pracowała w V Liceum Ogólnokształcącym im. ks. Józefa Poniatowskiego, po czym przeszła na emeryturę.

### Działalność społeczna i niepodległościowa
Maria Piskorska od wczesnej młodości należała do młodzieżowych organizacji niepodległościowych, m.in.: „Zet”, „PET”, później ZPMD.
W 1925 roku – wraz ze swym późniejszym mężem, Tomaszem Piskorskim – reaktywowali „PET” (po likwidacji tej organizacji w 1921 roku).
W 1929 roku w czasie III Ogólnopolskiego Zjazdu ZPMD została wybrana w skład Wydziału Wykonawczego Związku.
We wrześniu 1939 roku jako ochotniczka kierowała obroną przeciwlotniczą na odcinku Mariensztat – Nowy Zjazd – Dobra. W połowie września w obawie przed oblężeniem stolicy wyjechała z córkami do Lublina. W 1940 roku wróciła do Warszawy. 
Była poszukiwana przez Gestapo za ukrywanie i niesienie pomocy Żydom. W ramach akcji „Żegota” uczestniczyła w przerzutach broni do getta. W jej mieszkaniu przy Nowym Zjeździe 3, po wybuchu powstania w getcie warszawskim byli ukrywani Żydzi, w tym 4-osobowa rodzina. Część z nich została zadenuncjowana przez sąsiadów i rozstrzelana na moście Kierbedzia. Maria Piskorska cudem uniknęła rozstrzelania. Organizowała też przechowywanie broni, którą otrzymywała od Jana Błońskiego i Ludwika Bergera.
Na wiosnę 1941 roku przystąpiła do pracy w Sekcji Opieki nad Dziećmi i Młodzieżą. Była lustratorką RGO.

Maria Piskorska była żołnierzem łączności w AK. Była również łączniczką batalionu Wigry. W czasie powstania warszawskiego – po zburzeniu jej domu przy ul. Nowy Zjazd i przeprowadzce do domu rodziców (Willa Podgórskich) przy ul. Powsińskiej 24 (obecnie 104) na Sadybie – działała w zgrupowaniu „Wichra” i „Jaszczura”, w służbie łączności Czerniaków-Sadyba. 

Na Sadybie w zgrupowaniu „Wichra”, później „Jaszczura”, pełniła tę służbę [łączności] wraz z kilkoma łączniczkami hm. Maria Piskorska; w grupie operacyjnej w komórce dywersyjnej łączniczki brały także udział w przyjmowaniu zrzutów, w dostarczaniu broni z magazynów.

Przed Godziną „W” dowódca Rejonu V Obwodu Mokotów AK Czesław Szczubełek „Jaszczur” wybrał jej dom ul. Powsińskiej 24 na siedzibę dowództwa Rejonu.
W 1977 roku włączyła się w działalność opozycji demokratycznej, aktywnie dystrybuując wydawnictwa Ruchu Obrony Praw Człowieka i Obywatela, udostępniając dom na zebrania, zbierając pieniądze dla robotników. Później w jej domu działała podziemna drukarnia wydawnictw niezależnych.
Maria Piskorska zmarła w 1980 roku, została pochowana na warszawskich Powązkach w grobie, w którym wcześniej symbolicznie został pochowany jej mąż (w kwaterze 18-1-1). Decyzją Prezesa IPN jej grób został wpisany do ewidencji grobów weteranów walk o wolność i niepodległość Polski pod numerem ewidencyjnym 10021.

## Przynależność do innych organizacji
- Związek Nauczycielstwa Polskiego (1925–1971)
- Towarzystwo Uniwersytetów Robotniczych
- Bratniak – członkini sądu koleżeńskiego
- Towarzystwo Uniwersytetów Ludowych
- ZBoWiD, legitymacja nr 44631
- Związek Obrony Kresów Zachodnich „Rodło” i Polski Związek Zachodni (przewodnicząca Komisji Porozumiewawczej między Organizacjami Młodzieżowymi w latach 1945–1948).

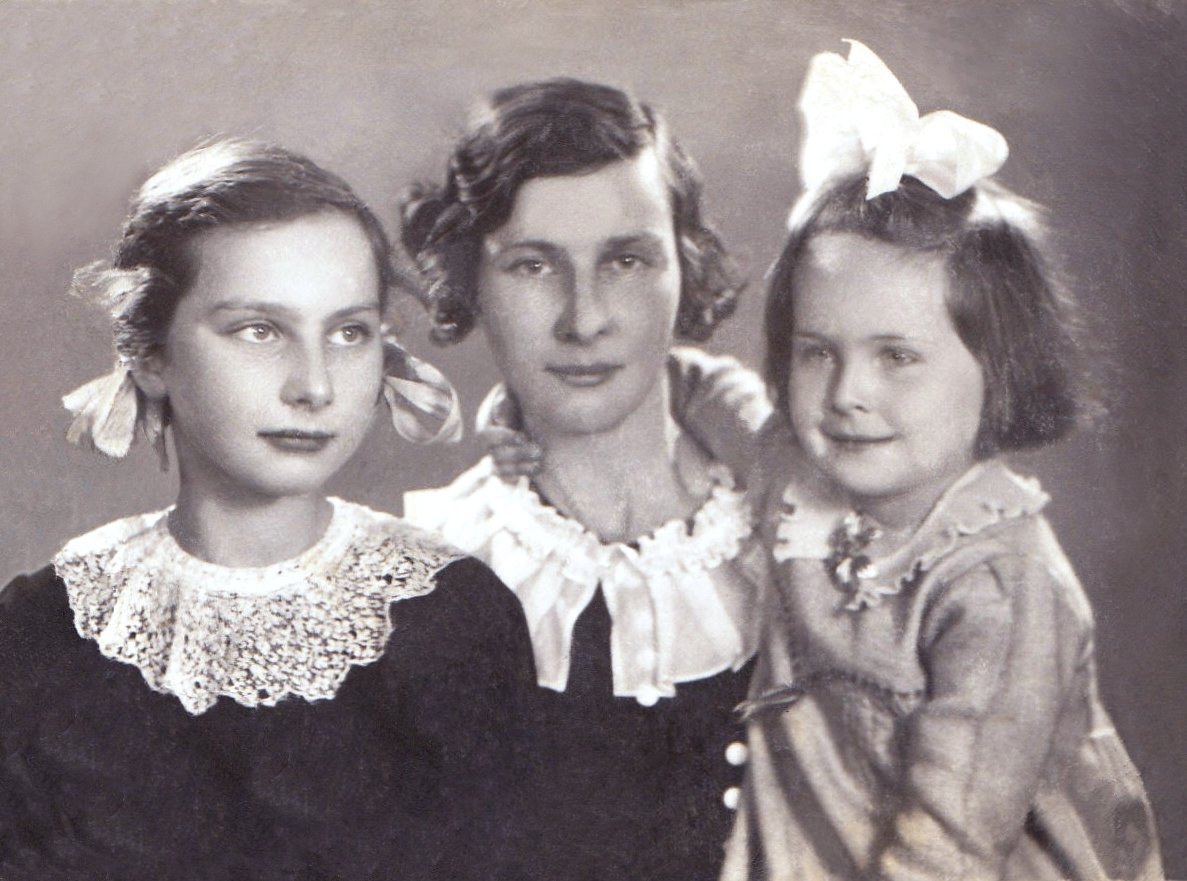
Maria Piskorska w 1942 roku z córkami: Anią po lewej i Kasią po prawej

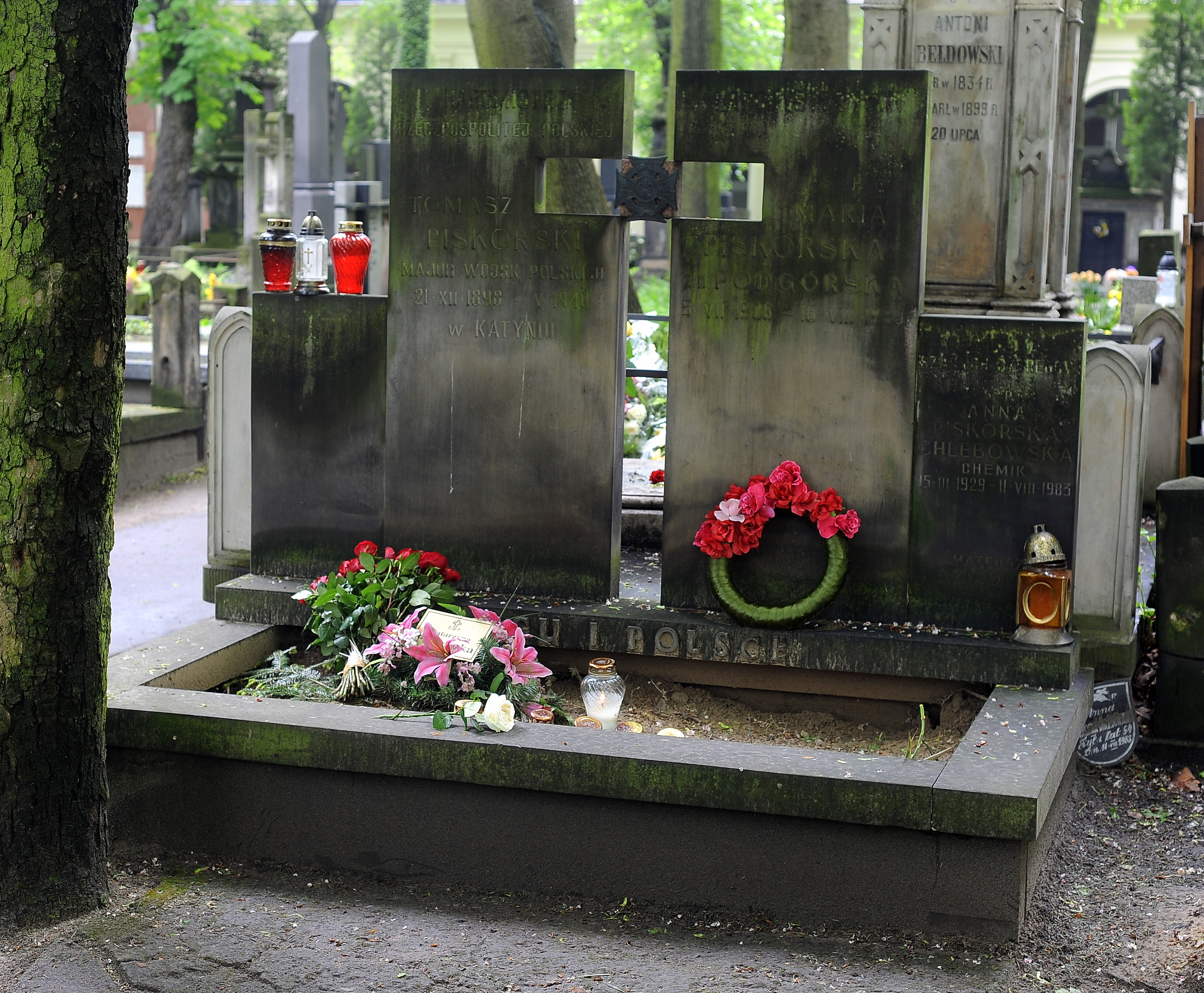
Grób Marii i Tomasza Piskorskich, gdzie leżą również ich córki

## Życie rodzinne
Maria Piskorska wyszła za mąż za Tomasza Piskorskiego 21 stycznia 1928 roku. Mieli dwie córki:
- Annę Piskorską-Chlebowską (1929–1983); Anna była chemiczką, mieszkała w Warszawie, wyszła za mąż za Cezarego Chlebowskiego i miała z nim dwoje dzieci: Tomasza Chlebowskiego, męża Elżbiety Regulskiej-Chlebowskiej, i Weronikę Chlebowską-Dziadosz,
- Katarzynę Piskorską (1937–2010), warszawską rzeźbiarkę, która zginęła 10 kwietnia 2010 roku w katastrofie polskiego samolotu Tu-154M w Smoleńsku.

Do ostatnich lat życia była osobą niezwykle aktywną i ciekawą życia, 
- w 1956 roku zapisała się do Polskiego Towarzystwa Miłośników Astronomii
- w latach 60. – mając ponad 60 lat – zrobiła prawo jazdy.

## Odznaczenia
- Złota Odznaka ZNP – 1974
- Medal Komisji Edukacji Narodowej – pośmiertnie
- Krzyż Armii Krajowej – pośmiertnie (nr 22-95-464 z 11 kwietnia 1995 roku)
- Warszawski Krzyż Powstańczy – pośmiertnie (nr 8-95-98 z 5 maja 1995 roku).